# 开放Web基金会
开放Web基金会（Open Web Foundation，缩写OWF）是一个致力于开发和保护新兴网络技术规范的非营利组织。该基金会遵循类似Apache软件基金会的开源模式。参与者包括Apache副总裁兼董事会成员Geir Magnusson、歐萊禮CEO提姆·奥莱理等。

## 历史
开放Web基金会于2008年7月24日在O'Reilly开源公约（OSCON）上公布。Facebook、Google、MySpace、Six Apart、Plaxo等已宣布支持OWF。通过开放Web基金会，Google和Facebook现在有了一个适当的场所来解决Facebook联系人与OpenSocial平台以及用户交互标准方式之间的差异。开放Web基金会也提供了有关这些协议和新兴技术如何相互作用的技术细节以及政策细节。

## 批评
微软项目经理Dare Obasanjo指责开放Web基金会在绕过互联网工程任务组（IETF）或其他标准机构。

## 行业支持
根据其网站，开放Web基金会受以下公司和组织支持：
- 英国广播公司（BBC）
- Facebook
- Google
- 微软
- Myspace
- 歐萊禮
- Plaxo（英语：Plaxo）
- Six Apart
- SourceForge
- Vidoop（英语：Vidoop）
- 雅虎

## 治理
开放Web基金会是一个以会员为基础的组织。基金会成员选出九人董事会。
截至2009年8月17日当选的现任董事会成员：
- Brady Brim-DeForest（英语：Brady Brim-DeForest）
- 坦塔克·塞里克
- DeWitt Clinton
- Chris Messina（英语：Chris Messina (open source advocate)）
- David Recordon（英语：David Recordon）
- Lawrence Rosen（英语：Lawrence Rosen (attorney)）
- David Rudin（英语：David Rudin）
- Gabe Wachob（英语：Gabe Wachob）